# Молодий містер Лінкольн
Молодий містер Лінкольн  (англ. Young Mr. Lincoln) — американська біографічна драма режисера Джона Форда 1939 року. У 2003 році стрічка була включена в Національний реєстр фільмів.

## Сюжет
Напевно, зараз велика країна Америка була б зовсім іншою — менш агресивною, з більш послідовною, розумною і виваженою політикою, якби її керівниками ставали люди, близькі по мудрості й духу Аврааму Лінкольну.
Однією з перших сходинок на шляху до політичного успіху молодого Ейба Лінкольна стала адвокатська практика в Спрингфілді (Іллінойс). А прикладом того, як він розв'язував складні проблеми, можна вважати судове засідання у справі про вбивство Скрабу Вайта. У цій справі, здавалося, була всього одна заковика: в момент вбивства поруч з Вайтом були дві людини — брати Мет і Адам Клей. Залишалося лише з'ясувати, хто з братів завдав смертельний удар ножем. Але ситуація ускладнювалася тим, що кожен з Клеїв брав провину на себе, а інших свідків цього злочину не було.
Як знайти істину, щоб покарати саме того, хто скоїв вбивство? А може, слід зробити так, як вимагає більшість городян — повісити обох, раз вони упираються у своїх свідченнях?.. Прокурор Фелдер так і міркує, звертаючись до почуття справедливості присяжних. Однак в адвоката підсудних Ейба Лінкольна є свої резони продовжувати захищати Клеїв. Він відчуває, що справа не така проста, як здається на перший погляд.
Можливо, саме в таких судових розглядах вироблялася тактика майбутнього великого президента країни — перетворювати своїх заклятих ворогів на союзників. А з союзниками, звичайно ж, набагато легше розв'язувати будь-які проблеми, в тому числі визначати справжніх вбивць.

## У ролях
- Генрі Фонда — Авраам Лінкольн
- Еліс Брейді — Ебігейл Клей
- Марджорі Вівер — Мері Тодд
- Арлін Вілан — Сара Клей
- Едді Коллінз — Іф Тайлер
- Полін Мур — Енн Ратлідж
- Річард Кромуелл — Метт Клей
- Дональд Мік — прокурор Джон Фелдер
- Джудіт Дікенс — Керрі Сью
- Едді Квіллан — Адам Клей
- Спенсер Чартерс — суддя Герберт Белл
- Ворд Бонд — Джон Палмер Кесс

## Критика
Фільм не проходить тест Бекдел.